# Hylaeus panamensis
Hylaeus panamensis är en biart som beskrevs av Michener 1954. Hylaeus panamensis ingår i släktet citronbin, och familjen korttungebin. Inga underarter finns listade i Catalogue of Life.